# Арніка
А́рніка (Arnica) — рід багаторічних трав'янистих рослин родини айстрових.
Відомо 32 види, поширених переважно в Північній Америці; деякі види ростуть ув Європі та Азії.
В Україні поширений (на карпатських луках) 1 вид: арніка гірська (лат. Arnica montana), багаторічна залозисто-пухнаста рослина з темно-жовтими або оранжевими квітками у великих поодиноких кошиках. Стебло прямостійне, 15-80 см завдовжки. Корінь стрижневого типу. Стеблові листки прості, довгастої форми з хвилястими краями, сидячі. Кошики верхівкові, поодинокі. Квітки оранжеві, двостатеві. Настойка з її квіток застосовується як болезаспокійливий засіб при забоях.
Іменем цієї квітки названо відомий український гурт «Арніка» (1971).

## Список видів
| - Arnica angustifolia Vahl - Arnica attenuata (Greene) Maguire - Arnica cernua Howell - Arnica chamissonis Less. - Arnica cordifolia Hook. - Arnica dealbata (A.Gray) B.G.Baldwin - Arnica denudata Greene - Arnica discoidea Benth. - Arnica fulgens Pursh - Arnica gracilis Rydb. - Arnica griscomii Fernald | - Arnica intermedia Turcz. - Arnica lanceolata Nutt. - Arnica latifolia Bong. - Arnica lessingii (Torr. & A.Gray) Greene - Arnica lonchophylla Greene - Arnica longifolia D.C.Eaton - Arnica louiseana Farr - Arnica mallotopus (Franch. & Sav.) Makino - Arnica mollis Hook. - Arnica montana L. - Arnica nevadensis A.Gray | - Arnica ovata Greene - Arnica parryi A.Gray - Arnica porsildiorum B.Boivin - Arnica rydbergii Greene - Arnica sachalinensis (Regel) A.Gray - Arnica sororia Greene - Arnica spathulata Greene - Arnica unalaschcensis Less. - Arnica venosa H.M.Hall - Arnica viscosa A.Gray |